# Caldwell County, North Carolina
Caldwell County är ett administrativt område i delstaten North Carolina, USA. År 2010 hade countyt 83 029 invånare. Den administrativa huvudorten (county seat) är Lenoir. 

## Geografi
Enligt United States Census Bureau har countyt en total area på 1 228 km². 1 220 km² av den arean är land och 8 km² är vatten.  

### Angränsande countyn
- Watauga County - nord
- Wilkes County - nordost
- Alexander County - öst
- Catawba County - sydost
- Burke County - syd
- Avery County - nordväst

### Orter
- Blowing Rock (delvis i Watauga County)
- Cajah's Mountain
- Gamewell
- Granite Falls
- Hickory (delvis i Burke County, delvis i Catawba County)
- Hudson
- Lenoir (huvudort)
- Northlakes
- Rhodhiss (delvis i Burke County)
- Sawmills